# Penny Singleton

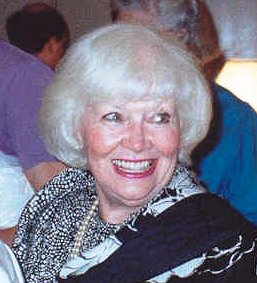
Penny Singleton (1990)

Penny Singleton (* 15. September 1908 in Philadelphia, Pennsylvania; † 12. November 2003 in Los Angeles, Kalifornien; eigentlich Mariana Dorothy Agnes Letitia McNulty) war eine US-amerikanische Sängerin und Filmschauspielerin.

## Leben
Penny Singleton, gebürtig Mariana Dorothy Agnes Letitia McNulty, wurde 1908 als Tochter des irischstämmigen Journalisten Benny McNulty in Philadelphia geboren. Ihr Onkel war der US-amerikanische Politiker und zeitweilige Postminister James Farley. Als Kind sang sie Lieder in Stummfilmtheatern ihrer Heimatstadt und trat in Vaudeville-Shows mit Unterhaltungskünstlern wie Milton Berle auf. Nachdem sie die Alex McClue School besucht und kurzzeitig an der Columbia University studiert hatte, entschloss sie sich, Schauspielerin zu werden. 1925 gab sie als Dorothy McNulty ihr Broadway-Debüt in dem Musical Sky High mit Musik von Robert Stolz. Ihre erste Sprechrolle hatte sie 1926 neben Jack Benny in The Great Temptations. Vier Jahre später stand sie für den Kurzfilm Belle of the Night (1930) neben Frank Morgan erstmals vor der Filmkamera. In ihrem zweiten Film Good News wiederholte sie ihre Rolle, die sie 1927 im gleichnamigen Musical am Broadway gespielt hatte. Nach einem weiteren Film war sie bis Mitte der 1930er Jahre vorerst nicht mehr auf der Leinwand zu sehen. Während dieser Zeit arbeitete sie als Nachtclubsängerin und Tänzerin. Erst 1936 spielte sie in Dünner Mann, 2. Fall mit William Powell und Myrna Loy erneut in einem Film. Es folgten kleine Produktionen wie die Filmkomödie Swing Your Lady (1938), in der Humphrey Bogart von ihr seinen ersten Leinwandkuss erhielt.
Nachdem sie 1937 den Zahnarzt Laurence Singleton geheiratet hatte, nahm sie ihren Künstlernamen Penny Singleton an. Als Columbia Pictures 1938 nach einer passenden Hauptdarstellerin für die Verfilmung von Chic Youngs beliebtem Blondie-Comicstrip suchte, färbte sich Singleton, die eigentlich brünett war, ihre Haare blond, um für die Titelrolle der Blondie Bumstead vorzusprechen. Sie erhielt schließlich die Rolle und war so zwischen 1938 und 1950 neben Arthur Lake als ihr Ehemann Dagwood Bumstead in 28 Folgen der Blondie-Filmreihe zu sehen. Auch im Radio spielten Singleton und Lake die Bumsteads in einer gleichnamigen Hörspielreihe.

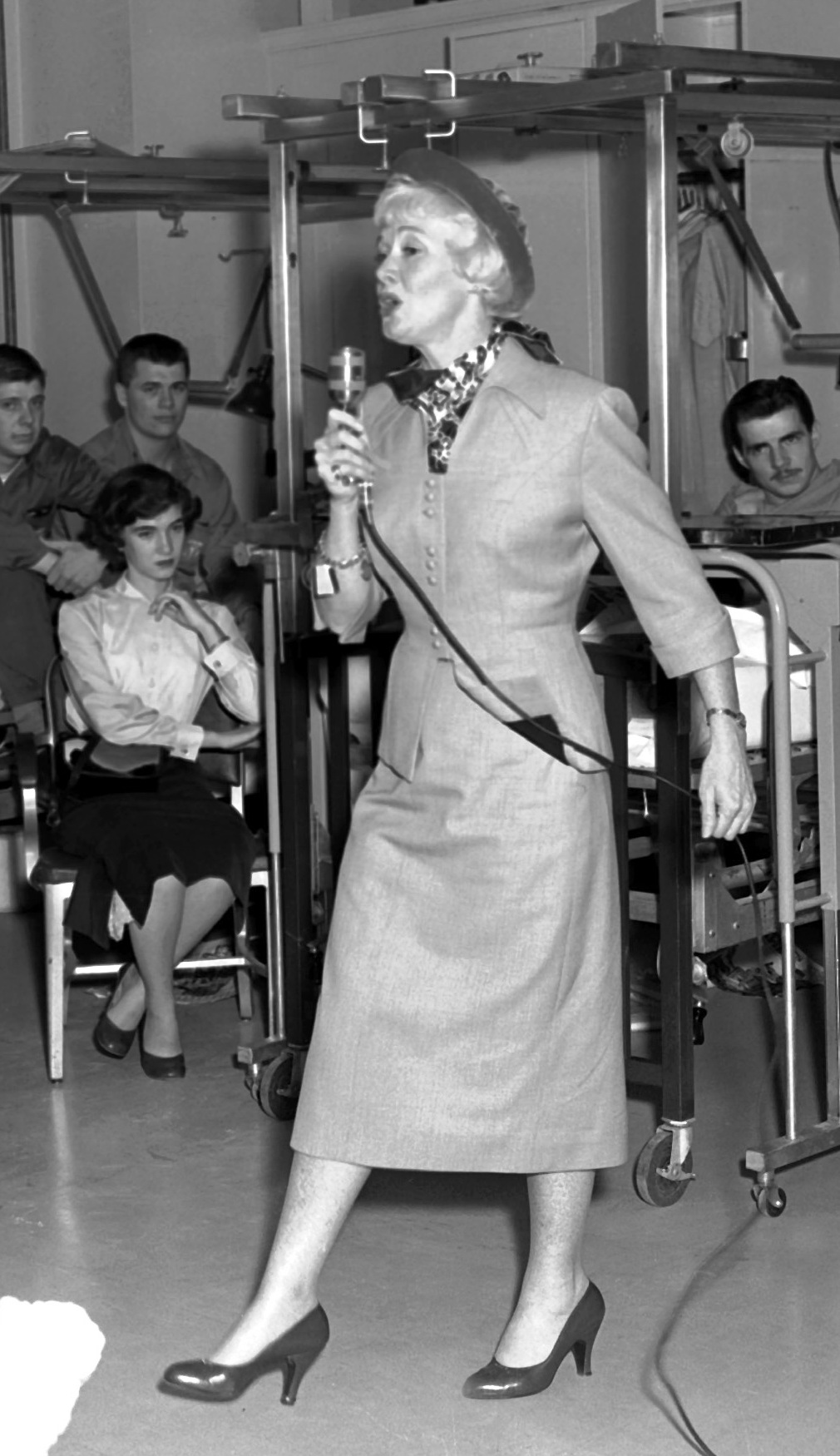
Singleton in einem Krankenhaus (1954)

Während der 1950er Jahre kehrte Penny Singleton Hollywood den Rücken und tourte stattdessen erneut als Nachtclubsängerin durch die Vereinigten Staaten. Erst Anfang der 1960er Jahre war sie wieder als Schauspielerin tätig. Von 1962 bis 1987 lieh sie ihre Stimme der Jane Jetson in der US-amerikanischen Zeichentrickserie Die Jetsons.
Als Mitglied und spätere Vize-Präsidentin der American Guild of Variety Artists, einer Künstlervereinigung, setzte sie sich für bessere Arbeitsbedingungen und höhere Gehälter von professionellen Tänzern ein und leitete zu diesem Zweck 1967 einen erfolgreichen Streik der Radio City Roquettes gegen die Betreiber der Radio City Music Hall in New York.
Nach ihrer Scheidung von Laurence Singleton im Jahr 1939 ehelichte sie 1941 den Filmproduzenten Robert Sparks, der auch für die Blondie-Reihe zuständig war und mit dem sie bis zu seinem Tod im Jahr 1963 zusammenblieb. Aus beiden Ehen ging jeweils eine Tochter hervor, Dorothy (verh. Henry) und Susan Sparks (* 1942).
Penny Singleton starb 2003 an den Folgen eines Schlaganfalls in Los Angeles. Sie wurde auf dem örtlichen San Fernando Mission Cemetery beigesetzt. Für ihre Verdienste um Radio und Film erhielt sie zwei Sterne auf dem Hollywood Walk of Fame (6811 Hollywood Boulevard und 6547 Hollywood Boulevard).

## Filmografie (Auswahl)
- 1930: Belle of the Night (Kurzfilm)
- 1930: Good News
- 1930: Love in the Rough
- 1936: Dünner Mann, 2. Fall (After the Thin Man)
- 1937: Für Sie, Madame … (Vogues of 1938)
- 1937: Sea Racketeers
- 1938: Swing Your Lady
- 1938: Outside of Paradise
- 1938: Men Are Such Fools
- 1938: Der kleine Star (Boy Meets Girl)
- 1938: Secrets of an Actress
- 1938: Im Garten des Mondes (Garden of the Moon)
- 1938: Hard to Get
- 1938: Blondie
- 1939: Blondie Meets the Boss
- 1939: Blondie Takes a Vacation
- 1939: Blondie Brings Up Baby
- 1940: Blondie on a Budget
- 1940: Blondie Has Servant Trouble
- 1940: Blondie Plays Cupid
- 1941: Blondie Goes Latin
- 1941: Blondie in Society
- 1942: Blondie Goes to College
- 1942: Blondie’s Blessed Event
- 1942: Blondie for Victory
- 1943: It’s a Great Life
- 1943: Footlight Glamour
- 1945: Leave It to Blondie
- 1945: Life With Blondie
- 1946: Blondie’s Lucky Day
- 1946: Blondie Knows Best
- 1947: Blondie’s Big Moment
- 1947: Blondie’s Holiday
- 1947: Blondie in the Dough
- 1947: Blondie’s Anniversary
- 1948: Blondie’s Reward
- 1948: Blondie’s Secret
- 1949: Blondie’s Big Deal
- 1949: Blondie Hits the Jackpot
- 1950: Blondie’s Hero
- 1950: Beware of Blondie
- 1962–1987: Die Jetsons (The Jetsons) (TV-Serie, 75 Folgen, Stimme)
- 1963: Im Wilden Westen (Death Valley Days) (TV-Serie, eine Folge)
- 1964: Twilight Zone (The Twilight Zone) (TV-Serie, eine Folge)
- 1986: Mord ist ihr Hobby (Murder, She Wrote) (TV-Serie, eine Folge)
- 1987: Die Jetsons treffen die Flintstones (The Jetsons Meet the Flintstones) (TV-Film, Stimme)
- 1990: Die Jetsons – Der Film (Jetsons: The Movie) (TV-Film, Stimme)